# Strange+
Strange+ (ストレンジ・プラス Sutorenji Purasu) là một manga hài hước của Mikawa Verno và cũng là tác phẩm đầu tiên được chuyển thể thành anime của tác giả. Nó đã được đăng trong tạp chí manga Josei Monthly Comic Zero Sum của Ichijinsha kể từ số đầu tiên của tạp chí ra mắt tháng 3 năm 2002 và được xuất bản thành hai mươi tập tankōbon. Một bộ anime dài tập do Seven chuyển thể bắt đầu phát sóng từ ngày 9 tháng 1 năm 2014. Phần thứ hai đã được công bố vào tháng 7 cùng năm.

## Cốt truyện
Bộ manga xoay quanh một văn phòng thám tử. Câu chuyện bắt đầu với một cậu thiếu niên tên Kō đến khu ổ chuột để tìm Takumi, người anh trai mất tích của cậu bỏ nhà đi từ nhiều năm trước. Hai anh em tái ngộ, và Takumi giờ là người đứng đầu Văn phòng Thám tử Mikuni. Kō muốn đưa Takumi trở lại, nhưng chính cậu cũng khong muốn quay về nhà. Vậy nên cậu bắt đầu làm việc tại văn phòng này với những công việc vụn vặt.

## Nhân vật
Kō (恒 Hằng)
Lồng tiếng bởi: Seki Tomokazu
Takumi (巧美 Xảo Mỹ)
Lồng tiếng bởi: Fukuyama Jun
Masamune (正宗 Chính Tông)
Lồng tiếng bởi: Okiayu Ryōtarō
Miwa (美羽 Mỹ Vũ)
Lồng tiếng bởi: Yukino Satsuki
Ozu (尾杜 Vĩ Đỗ)
Lồng tiếng bởi: Morikawa Toshiyuki
Dorothy (ドロシー Doroshī)
Lồng tiếng bởi: Kawata Taeko
Giám đốc Mikuni (美国社長 Mikuni-shachō, Mỹ Quốc xã trưởng)
Lồng tiếng bởi: Orikasa Ai
Mera (米良 Mễ Lương)
Lồng tiếng bởi: Konishi Katsuyuki
Kaori (香織 Hương Chức)
Lồng tiếng bởi: Hatano Wataru
Nana (奈々 Nại Nại)
Lồng tiếng bởi: Yukana
Kyōya (恭宇 Cung Vũ)
Lồng tiếng bởi: Saiga Mitsuki
Kiyoko (貴世 Quý Thế)
Lồng tiếng bởi: Terasaki Ayano
Rusty Nail (ラスティ・ネイル Rusuti Neiru)
Lồng tiếng bởi: Nagahiro Shoko
Kudō (狗堂 Cẩu Đường)
Lồng tiếng bởi: Chiba Shigeru

## Truyền thông

### Anime
Bản chuyển thể anime dài tập của Seven bắt đầu phát sóng từ ngày 9 tháng 1 năm 2014, trên các kênh TV Saitama, tvk, KBS Kyoto, Sun TV và AT-X. 2, hai trang web Niconico và Bandai Channel cũng sẽ phát sóng trực tuyến bộ anime này. Anime sẽ được Crunchyroll đồng thời truyền đi qua đài phát thanh và đài truyền hình với phụ đề tiếng Anh ở Bắc Mỹ và các vùng chọn khác trên thế giới.